# Belisana fiji
Belisana fiji is een spinnensoort uit de familie trilspinnen (Pholcidae). De soort komt voor in Fiji. 